# بروس فاين
بروس فاين (بالإنجليزية: Bruce Fine)‏ هو لاعب كرة قاعدة أمريكي، ولد في 7 يوليو 1937، وتوفي في 28 ديسمبر 2011.